# Klosterpforte (Gerleve)

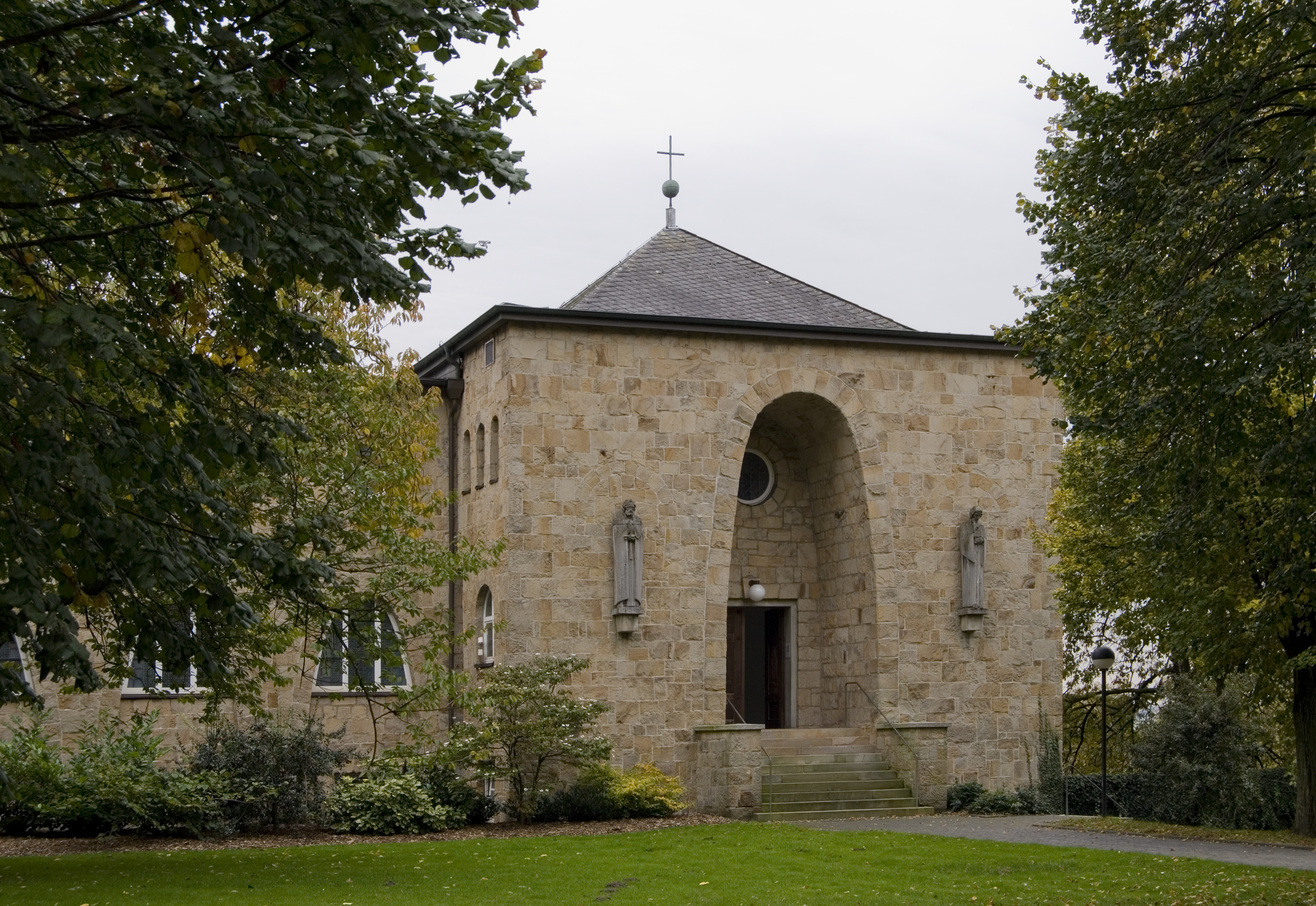
Klosterpforte in Gerleve

Das Klosterpforte ist der Eingang zur Abtei Gerleve. Die beiden schweren Eichenflügel sind ein Werk des Bildhauers Josef Picker.

## Geschichte
Anfang der 1950er Jahre beschloss der Abt Pius Buddenborg, das Kloster neu auszurichten. So wurde die geistige Vorbereitung der Ökumene mit den Ostkirchen aufgegeben. Stattdessen wurde das Klosterleben mit der Region verbunden. Daher plante man einem Gästeflügel zu bauen, in dem männliche Gäste auf Zeit im Kloster aufgenommen werden können. Grundlage für diese Entscheidung war zum einen die benediktinische Gastfreundschaft; zum anderen wollte das Kloster Männern, die sich einige Tage in Stille und Gebet zurückziehen möchten, oder eine schwierige Entscheidung treffen müssen, ihre Lebenssituation bedenken, oder mit einem Mönch besprechen wollen, sich auf Prüfungen vorbereiten, oder sich mit dem Gedanken trugen, in das Kloster einzutreten, ein befristetes Gastrecht einräumen. Der Gästeflügel, der an der alten Klosterpforte ansetzte, wurde weit nach Osten ausgedehnt. Dadurch wurde der Vorhof vor der Abteikirche, die auf dem Südhang des Coesfelder Berges liegt, zur Bundesstraße 525 eingefriedet und harmonisch, hofartig abgeschlossen. In dem Flügel sind zehn Gästezimmer die Platz für elf Gäste bieten (neun Einzel- und ein Doppelzimmer), untergebracht. Der Gästeflügel steht bis zum heutigen Tag Gästen des Klosters zur Verfügung. Die Gäste können an allen Gebetszeiten in der Kirche teilnehmen. Das Mittag- und Abendessen nehmen sie mit dem Konvent im Refektorium ein. Nur das Frühstück und der Nachmittagskaffee wird ihnen in einem besonderen Gästeraum gereicht. Alle Gästezimmer sind mit separater Dusche und WC ausgestattet. Den Abschluss bildet die neue Klosterpforte, in einem auf quadratischem Grundriss entstandenen Gebäude, das wie eine Torkapelle den Gästeflügel abschließt und 1952 fertiggestellt wurde.

## Eichenflügeltür der Klosterpforte

### Geschichte der Flügeltür
Zum Goldenen Priesterjubiläum des damaligen Abtes Raphael Molitor erhielt das Kloster zwei, von Prof. Franz Guntermann geschenkte und von Assistenten Josef Picker entworfene und ausgeführte, Reliefs für die neue Klosterpforte. Die Reliefs sind in die beiden Türflügel von den Schreinerbrüdern des Klosters aus dem Holz einer 300-jährigen Eiche kunstvoll in die Tür eingesetzt worden, sodass die Tür rechtzeitig zum Jubiläum am 14. Oktober 1947 übergeben werden konnte.

### Die Flügeltür
Die beiden Bilder erinnern an zwei Eckdaten in der Geschichte des Klosters: Der Klostersturm vom 13. Januar 1941, traf auch das Kloster Geleve. Die Mönche wurden aus der Abtei verbannt. Die Patres Augustin Hessing (1897–1975) und Gregor Schwake (1892–1967) kamen in das KZ Dachau. Etwa zehn dienstverpflichtete Brüder des Klosters mussten auf dem Bauernhof am Honigbach unterhalb des Klosters wohnen, um die Landwirtschaft in Gang zu halten. Die ersten Mönche kehrten schließlich am 23. Mai 1946 in die Abtei zurück. Dies bildet das Thema der Türen: Die Verbannung und die Wiederkehr. Unterstrichen wird dies auch durch zwei lateinische Sprüche im oberen Teil der Flügeltür, die sich auf das Buch der Psalmen beziehen. 

„Die mit Tränen säen, werden mit Freuden ernten. Sie gehen hin und weinen und tragen edlen Samen und kommen mit Freuden und bringen ihre Garben“

### Linke Flügeltür
Der linke Türflügel zeigen Josef, dem Namensgeber der Abtei und Maria mit dem Jesuskind auf der Flucht nach Ägypten. Josef trägt zum Reisestock ein kleines Bündel; Maria trägt das Jesuskind, das noch keinen Heiligenschein trägt. Die Gruppe verlässt die Bildmitte und geht von rechts nach links. Die Depression wird vor allem durch die angedeuteten Treppenstufen symbolisiert, es geht abwärts. Über dem Bild steht der lateinische Spruch: 

„Euntes ibant et flebant - Sie gingen fort und weinten” (Erinnerung an die Verbannung im Jahre 1941)“

### Rechte Flügeltür
Nach Jahren in der Fremde kehren die drei nun wieder heim. Josef nimmt ergriffen den Wanderhut ab; Maria hebt den nun schon größeren Jesus auf ihre Schultern, der, mit erhobenen Armen seine Heimat, die er nach seiner Geburt hat fliehen müssen, freudig begrüßt. Die Gruppe strebt wieder zurück auf die Mitte des Tores und die Treppenstufen zeigen den Weg, der aufwärts gerichtet ist. Über dem Bild steht der lateinische Spruch: 

„Venientes venient cum exsultatione – voll Jubel kehrten sie zurück” (Erinnerung an die Heimkehr 1946)“

Im unteren Teil sind Wappenschilde dargestellt, die das Wappen der Abtei und des Hochwürdigen Vaters Molitor darstellen.

## Eingang zum Kloster
Die Klosterpforte ist nicht nur der Eingang für die Mönche des Konventes, sondern sie steht allen Menschen mit Bitten und Fragen offen. Unmittelbar am Eingang befindet sich im Pfortenhäuschen ein Beratungs- und Besprechungszimmer, in dem die Geistlichen des Konventes ebenso theologischen wie persönliche Fragen beantworten und Ratschlägen geben. Die Öffnungszeiten der Klosterpforte tragen diesem Anliegen Rechnung. 

„Wir sind sicher die Kirche im Bistum mit den längsten Öffnungszeiten.“